# El Niño
El Niño (španj.: dječak, mali Isus) je prirodna meteorološka pojava povezana s promjenama klime u tropima. Prvotno je nazvan po toploj oceanskoj morskoj struji koja oplakuje obale Perua u božićno doba. Donosi vlažno i kišovito vrijeme, te poplave u inače suhim područjima Južne Amerike, te sušno razdoblje u području Indonezije. Novija su istraživanja pokazala da se ta pojava očituje u nepravilnim razmacima od 3 do 5 godina kao anomalije u temperaturi oceanske vode (za 2 do 8 °C toplije) i u strujanjima vjetrova na dijelu Tihog oceana zapadno od obala Čilea i Perua. Tijekom razdoblja el niña mijenja se režim strujanja i vjetrovi tada pušu od zapada prema istoku, toplije se vode gomilaju prema istočnim dijelovima Tihog oceana, podiže se razina oceana i smanjuje debljina sloja hranjivih tvari u njemu. Pokazalo se da el niño ima dalekosežan globalan utjecaj na vremenske okolnosti ne samo na Tihom oceanu već i u drugim dijelovima svijeta. 
Posljedicom el niña smatraju se izvanredne jake ljetne oborine uzduž obala Ekvadora i sjevernog Perua, suše u južnom Peruu, sjeveroistočnom Brazilu, Australiji i u području Sahela, te neobične vremenske pojave uzduž obala Sjeverne Amerike, gdje je uočena povećana pojava tornada. U razdoblju od 1982. do 1983. ukupne štete u svijetu procijenjene su na 13,09 milijardi USD, bilo je 2 098 mrtvih, a gotovo 610 000 osoba ostalo je bez krova nad glavom. Iako su učinke te pojave dokumentirali već španjolski osvajači u 16. stoljeću, znanstvena su istraživanja provedena tek u drugoj polovici 20. stoljeća, a u posljednjem su desetljeću utvrđene promjene temperature oceanske vode s pomoću satelitskih mjerenja i oceanskih bova, pa se učinci el niña mogu prognozirati nekoliko mjeseci unaprijed. Pojava el niña usko je vezana i uz takozvano južno kolebanje el niña (engl. ENSO – El Niño Southern Oscillation), što obuhvaća i anomalno hlađenje oceanskih voda i pojačanje istočnih pasatnih vjetrova, nazvano la niña, a cijeli ciklus toga kolebanja traje 3 do 6 godina. Za to vrijeme dijelovi Australije i Indonezije kišovitiji su nego što je normalno, a promjene u kišnom režimu i toplinskim prilikama utvrđene su i za mnoge dijelove SAD-a.

## Objašnjenje
Sam naziv el nino u španjolskom jeziku znači mali dječak i odnosi se na malog Isusa, jer se njegovi učinci najviše osjećaju oko Božića. La niña znači mala djevojčica. Po dosadašnjim istraživanjima, el niño najvjerojatnije postoji od završetka posljednjeg ledenog doba.
Voda oko Indonezije je uobičajeno toplija nego kod Perua, a postoje i odgovarajauće razlike u tlaku zraka iznad tih prostora. Točnije, iznad južnoameričke obale tlak zraka je veći nego iznad Indonezije. Posljedično, vjetrovi koji pretežno pušu u ekvatorskom prostoru imaju relativno stalan smjer (od istoka prema zapadu). Kada dođe do obrtanja vjetrova, topla voda se premješta prema obali Perua što kao posljedicu ima kiše. S druge strane, za vrijeme jakih el niña, monsuni u Indiji izostaju usred preljeva hladne vode i zbog toga nastaju suše. El niñov utjecaj na klimu Europe je relativno mali.
Nasuprot el niñu, postoji i la niña, koja je, zapravo, jako normalno stanje. Za vrijeme la niñe, voda oko Indonezije je toplija nego uobičajeno što izaziva jače oluje i poplave dok u drugim dijelovima svijeta izaziva suše. 
Posljednji el niño je trajao od rujna 2006. do ožujka/travnja 2007. El niño ima utjecaj na klimu gotovo svih dijelova svijeta. El niño s početka osamdesetih godina je prvi put skrenuo pažnju šire javnosti usred velikog broja poginulih. Naziv el niño je prvi put upotrebljen u znanstvenoj javnosti 1892., kada je kapetan Camilo Carilona na kongresu geografskog društva u Limi donio izvještaj da toplu struju ribari i moreplovci oko Perua zovu el nño. Za vrijeme gotovo cijelog 20. stoljeća se smatralo da je el niño lokalna pojava i do 1982/83. godine nije bilo znatnog interesa znanstvene zajednice. El niño se pojavljuje u periodima od dvije do sedam godina bar posljednjih tristo godina; većinom su u pitanju pojave slabije jakosti.